# Полоса (математика)

Вертикальная полоса

Полоса́ (синоним — поло́ска) — множество всех точек, которые находятся между двумя параллельными прямыми плоскости. Эти две прямые ограничивают полосу, и расстояние между ними называется шириной полосы.
Полоса является выпуклой областью, а также частным случаем трубчатой области.

### Плоская полоса
В общем двумерном случае на плоскости {\displaystyle \mathbb {R} ^{2}} с координатами {\displaystyle (x,\,y)} координаты точек плоской полосы отвечают следующим неравенствам, использующим общее уравнение прямой:
{\displaystyle C_{1}<Ax+By<C_{2}},
где {\displaystyle A,\,B,\,C_{1},\,C_{2}} — постоянные, причём {\displaystyle A} и {\displaystyle B} одновременно не равны нулю.
В литературе подобные неравенства часто также пишут в нестрогом виде:
{\displaystyle C_{1}\leqslant Ax+By\leqslant C_{2}},
Полосу можно также определить, задав уравнения прямых, которые её ограничивают, или даже указав направление этих прямых, точку на плоскости на середине полосы и её ширину.
Обычно система координат подбирается таким образом, чтобы прямые, которые ограничивают полосу, были параллельны одной из осей координат.
Горизонтальная полоса, или полоса, параллельная оси абсцисс — полоса, ограничивающие прямые которой параллельны горизонтальной оси абсцисс.
Вертикальная полоса, или полоса, параллельная оси ординат — полоса, ограничивающие прямые которой параллельны вертикальной оси ординат.
При использовании горизонтальных и вертикальных полос неравенство полосы упрощается. Горизонтальную полосу можно задавать следующими неравенствами:
{\displaystyle C_{1}<y<C_{2}}, {\displaystyle \quad C_{1}\leqslant y\leqslant C_{2}}, {\displaystyle \quad |y|<C}, {\displaystyle \quad |y|\leqslant C},
а вертикальную полосу — следующими неравенствами:
{\displaystyle C_{1}<x<C_{2}}, {\displaystyle \quad C_{1}\leqslant x\leqslant C_{2}}, {\displaystyle \quad |x|<C}, {\displaystyle \quad |x|\leqslant C}.
На комплексной плоскости {\displaystyle \mathbb {C} } с координатами {\displaystyle z=x+iy} конформное преобразование {\displaystyle w=e^{z}} отображает полосу {\displaystyle 0<y<\pi } на верхнюю полуплоскость, а полосу {\displaystyle 0<y<2\pi } — на всю плоскость без положительной полуоси {\displaystyle \{x>0,\,y=0\}}. Однолистное и конформное преобразование {\displaystyle w=\operatorname {tg} z} отображает полосу {\displaystyle -{\frac {\pi }{4}}<x<{\frac {\pi }{4}}} на внутренность единичного круга.

### Полуполоса
Полуполоса — любая из двух областей, на которые разбивает полосу прямая, её пересекающая. Например, вертикальную полуполосу можно задать следующими неравенствами:
{\displaystyle C_{1}<x<C_{2},\,y>0.}
На комплексной плоскости {\displaystyle \mathbb {C} } с координатами {\displaystyle z=x+iy} однолистное и конформное преобразование {\displaystyle w=\sin z} отображает полуполосу {\displaystyle -{\frac {\pi }{2}}<x<{\frac {\pi }{2}},\,y>0} на верхнюю полуплоскость. На рисунке внизу показано соответствие линий при этом преобразовании, а именно:
- вертикальные лучи {\displaystyle \{x=x_{0},\,0<y<\infty \}} отображаются на верхнюю полуплоскость в части гипербол с фокусами {\displaystyle \pm 1};
- горизонтальные отрезки {\displaystyle \{-{\frac {\pi }{2}}<x<{\frac {\pi }{2}},\,y=y_{0}\}} отображаются на верхнюю полуплоскость в части эллипсов с теми же фокусами {\displaystyle \pm 1}.

Преобразование полуполосы в полуплоскость
Преобразование вертикальной полуполосы в верхнюю полуплоскость функцией {\displaystyle w=\sin z}

### Пространственная полоса
Пространственная полоса — в случае трёхмерного пространства множество всех точек, которые находятся между двумя параллельными плоскостями пространства. Эти две плоскости ограничивают полосу, и расстояние между ними называется шириной полосы.
В пространстве {\displaystyle \mathbb {R} ^{n}} систему координат {\displaystyle (x_{1},\,x_{2},\,\dots ,\,x_{n})} можно подобрать таким образом, что координаты точек пространственной {\displaystyle n}-мерной полосы будут задаваться следующими неравенствами:
{\displaystyle C_{1}<x_{1}<C_{2}},
где {\displaystyle C_{1},\,C_{2}} — постоянные.

### Комментарии
1. 1 2 3 4 5  Имеется перевод на английский язык.